# Криворізько-Кременчуцька тектонічна зона
Криворізько-Кременчуцька тектонічна зона — геологічна структура між Кіровоградським і Придніпровським блоками Українського щита, на території Херсонської, Дніпропетровської, Кіровоградської і Полтавської областей. Перетинає щит у субмеридіональному напрямку смугою довжиною 250 км, шириною до 10 км. На захід обмежена глибинним розломом, на схід переходить у суміжні структури блока.
Основні елементи зони — Криворізький та Кременчуцький синклінорії, з якими пов'язані великі родовища залізних руд. Геофізичними дослідженнями встановлено продовження зони зруденіння в зануреному кристалічному фундаменті прилеглих схилів Дніпровсько-Донецької западини на півночі і Причорноморської западини на півдні.